# Xylaria pisoniae
Xylaria pisoniae är en svampart som beskrevs av D. Scott, J.D. Rogers & Y.M. Ju 2001. Xylaria pisoniae ingår i släktet Xylaria och familjen kolkärnsvampar.   Inga underarter finns listade i Catalogue of Life.